# 西地镇 (承德市)
西地镇，原为西地满族乡，是中华人民共和国河北省承德市双滦区下辖的一个乡镇级行政单位。2018年12月撤乡设镇。区划代码改为130803104。

## 行政区划
西地镇下辖以下地区：
佳园社区、西地村、八里庄村、孙营村、冯营子村、烧锅村、前营村、四道河村、肖店村、药王庙村和吴营村。